# Gradski Stadion Šabac
Le stade municipal Šabac (en serbe : Градски Стадион Шабац) est un stade de football situé à Šabac.
Il est actuellement utilisé pour accueillir les matchs de football du Mačva Šabac.
La capacité du stade est de 10 000 spectateurs.